# کلاته کرمانی
کلاته کرمانی یک روستا در ایران است که در بخش مرکزی شهرستان سربیشه واقع شده‌است. کلاته کرمانی ۸۸ نفر جمعیت دارد.